# Enriqueta Capdevila i Gras
Enriqueta Capdevila i Gras (Reus, 1934 - 11 de març de 2019) fou una pedagoga catalana molt vinculada a l'ensenyament de la catequesi als infants.
Va començar a treballar de mestra l'any 1960 a la filial número 1 de l'Institut Femení Maragall, vinculat a la parròquia del Sagrat Cor del Poblenou de Barcelona. Després va treballar a l'Escola Betània/Patmos i més tard Joan Bada, delegat d'Ensenyament de l'Arquebisbat de Barcelona, la va nomenar directora de l'Escola IPSE, al carrer Casanova. Allí va donar una empenta important a aquest centre que pertany a la parròquia de la Mare de Déu del Pilar, on va exercir la direcció fins que es va jubilar l'any 2000.
Va ser molts anys col·laboradora del Secretariat Interdiocesà de Catalunya i les Illes Balears, i també la primera dona que va donar classes -de psicologia- al Seminari de Barcelona. Va impartir conferències de Quaresma a Montserrat i també al Fòrum Vida i Evangeli, que reunia periòdicament els grups més progressistes de l'Església catalana.
Amb l'equip pedagògic de l'Escola Betània de Barcelona, va escriure un llibre de referència en la catequesi dels anys seixanta i setanta: Creo en tí, Señor: curso de iniciación a una catequesis de pre-adolescencia para niños y niñas de 10-11 años (Hogar del Libro, 1967).
Va formar part de l'equip liderat per Joan Bada i Elias, delegat episcopal d'ensenyament i catequesi (1973-1980) junt amb el monjo de Montserrat Lluís Duch i Álvarez i el biblista Javier Velasco Yeregui. Van treballar plegats durant molts anys en una proposta de cultura religiosa a les escoles.
Dins de la col·lecció 'Cultura religiosa', Capdevila va escriure amb Manuel Bellmunt el llibre Els homes cerquen Déu (Edebé, 1978) i amb Jesús Ballaz, el llibre Ocell de l'albada (Edebé, 1979), entre d'altres. L'any 1980 va publicar Psicologia de la infància amb edicions de la Facultat de Teologia de Catalunya dins la col·lecció Biblioteca bàsica del catequista; també El nom de cada cosa (1980, Hogar del Libro) dins la col·lecció Nadal. Del 1985 al 1990 va ser assessora pedagògica dels llibres de text d'EGB a l'Editorial Edebé.
L'any 1994, al Secretariat Interdiocesà de Catequesi (SIC), en col·laboració amb el departament de Catequesi d'Infants, Capdevila va publicar una col·lecció de quaderns que oferien consells pràctics als pares amb el títol El compromís d'educar l'infant en la fe. Un material per parlar de Déu i dels temps litúrgics, i que contenia pregàries senzilles i contes per als menuts. “Perquè us ajudin des de la fe a fixar-vos i a estimar el vostre fill petit que amb vosaltres ha d'esdevenir un bon cristià fet”, explicava el seu amic Josep M. Aragonès a la presentació de la col·lecció. Els quaderns portaven per títol El més petit de tots (de 0 a 3 anys), La família creix (de 3 a 5 anys), i De cara enfora (de 5 a 7 anys).
Amb el bisbe Sebastià Taltavull i Anglada va escriure Els primers anys de la vida: la iniciació cristiana dels infants fins a 6 o 7 anys (Secretariat Interdiocesà de catequesi, 2004). I el seu darrer llibre, Deixeu que els nens vinguin a mi: la iniciació dels més petits a la vida cristiana (CPL, 2013) el va escriure amb Enric Termes, amic i rector de la seva parròquia de referència, Sant Josep Oriol de Barcelona.
L'any 2007 hi va publicar un dels seus darrers títols: Gira la roda (Edicions Saragossa), una antologia de textos proposats per narrar contes, escoltar i dialogar, amb pròleg del jesuïta Enric Puig.